# 布赖肖恩·内勒姆
布赖肖恩·内勒姆（英語：Bryshon Nellum，1989年5月1日—），美国男子田径运动员，2012年夏季奥运会男子4×400米接力银牌得主、2015年世界田径锦标赛男子4×400米接力金牌得主、2017年世界田径锦标赛男子4×400米接力银牌得主。